# Джовани Джорджо (Монферат)
Вижте пояснителната страница за други личности с името Джовани.
Джовани Джорджо Палеолог (на италиански: Giovanni Giorgio Paleologo, също Giangiorgio, * 20 януари 1488, † 30 април 1533) е последният от византийската династия Палеолози маркграф на Монферат от 1530 до 1533 г.
Той е вторият син на маркграф Бонифаций III (1426–1494) и третата му съпруга Мария Бранкович (1466–1495), дъщеря на принц Стефан III, деспот на Сърбия и на Ангелина Сръбска (Светия).
Джовани Джорджо е епископ на Казале и последва своя племенник маркграф Бонифаций IV след смъртта му през 1530 г., синът на брат му Вилхелм XI (1486–1518) и принцеса Анна д’Аленсон (1492–1562).
Той се жени на 21 април 1533 г. за Джулия д'Арагона (1492–1542), дъщеря на Федерико I, крал на Неапол. Джовани Джорджо умира след 9 дена на 30 април 1533 г.
След окупацията от Испания за 3 години, Монферат е управляван от Федерико II Гонзага, херцог на Мантуа от фамилията Гонзага, който е женен за неговата племенница Маргерита Палеолога (1510–1566) от 1531 г.